# Moskorzyn (Basse-Silésie)
Pour l’article homonyme, voir Moskorzyn (Poméranie-Occidentale).
Moskorzyn est une localité polonaise de la gmina et du powiat de Polkowice en voïvodie de Basse-Silésie.